# NGC 1627
NGC 1627 est une galaxie spirale située dans la constellation de l'Éridan. ngc 1627 a été découverte par l'astronome américain Lewis Swift en 1886.

## Caractéristiques
Sa vitesse par rapport au fond diffus cosmologique est de 3 806 ± 5 km/s, ce qui correspond à une distance de Hubble de 56,1 ± 3,9 Mpc (∼183 millions d'al).
La classe de luminosité de NGC 1627 est III et elle présente une large raie HI.